# Rouillac (Côtes-d'Armor)
Pour les articles homonymes, voir Rouillac.
Rouillac [ʁujak]  est une commune française située dans le département des Côtes-d'Armor en région Bretagne. Ses habitants sont des Rouillacais et des Rouillacaises (J.O. du 21 février 1908).

## Géographie
Les 397 habitants de la commune vivent sur une superficie de 15,77 km2, soit une densité de 25 habitants par km².

Le territoire communal est situé au sud de la RN 12 entre Saint-Brieuc à l'ouest et Rennes à l'est. L'accès à la RN 12 (2 x 2 voies) est distant de moins de 10 km, ce qui permet de rallier Saint-Brieuc en moins de trente minutes.
| Plénée-Jugon |          | Sévignac |
|              | Rouillac |          |
| Le Mené      |          | Éréac    |

### Hydrographie
Pour un article plus général, voir Réseau hydrographique des Côtes-d'Armor.
La commune est située dans le bassin Loire-Bretagne. Elle est drainée par la Rieule, la Rosaie et le ruisseau du Pont des maffrais,,.
La Rieule, d'une longueur de 14 km, prend sa source dans la commune  et se jette  dans la Rosette à Jugon-les-Lacs, après avoir traversé quatre communes. 
La Rosaie, d'une longueur de 12 km, prend sa source dans la commune  et se jette  dans la Rosette à Jugon-les-Lacs. 
Trois plans d'eau complètent le réseau hydrographique : l'étang de la Rieule, d'une superficie totale de 6 ha (3,63 ha sur la commune), l'étang de Rochereuil, d'une superficie totale de 2,9 ha (0,45 ha sur la commune) et l'étang du Poncey (1,41 ha),.

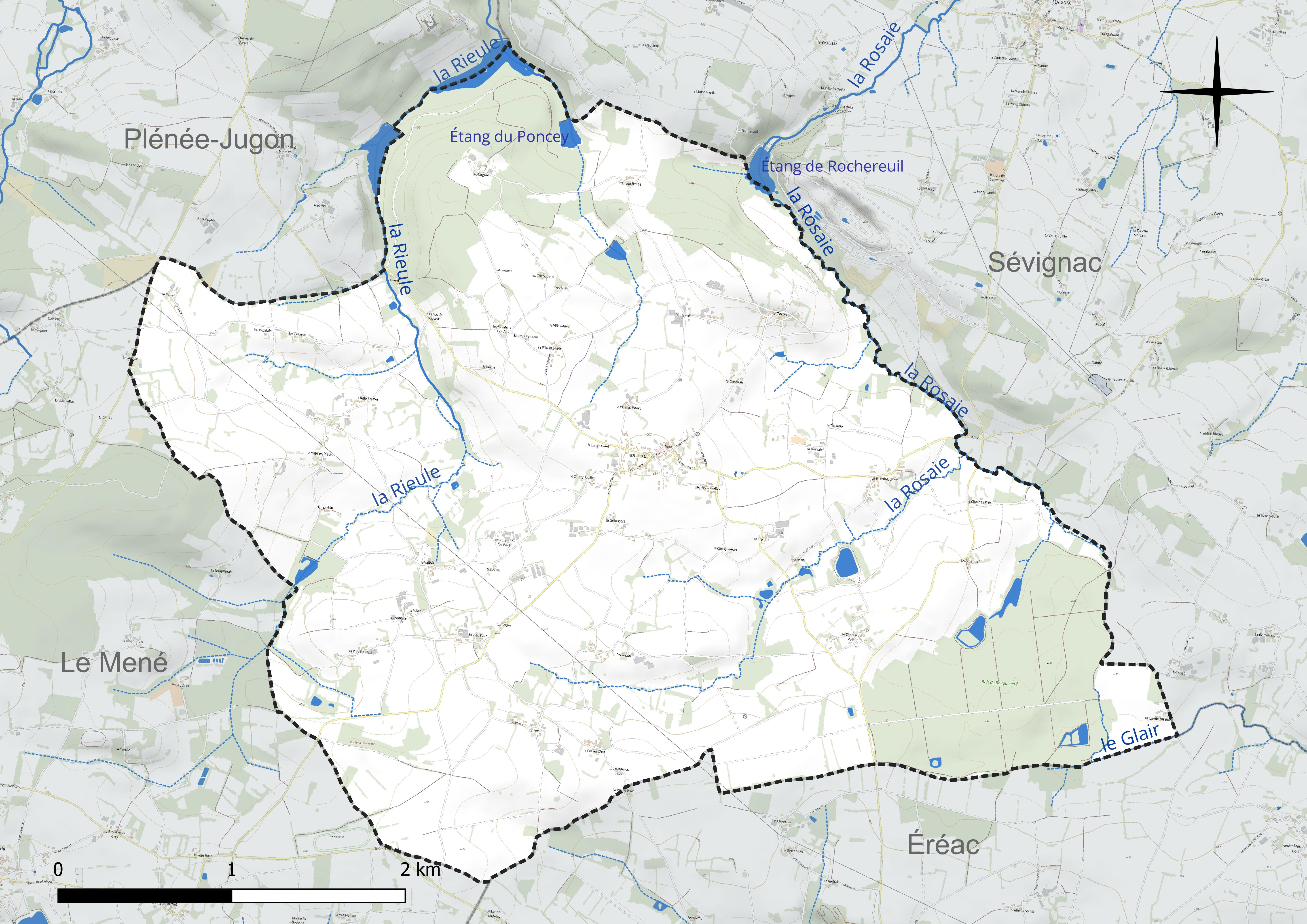
Réseau hydrographique de Rouillac.

### Climat
Pour des articles plus généraux, voir Climat de la Bretagne et Climat des Côtes-d'Armor.
En 2010, le climat de la commune est de type climat océanique franc, selon une étude du CNRS s'appuyant sur une série de données couvrant la période 1971-2000. En 2020, Météo-France publie une typologie des climats de la France métropolitaine dans laquelle la commune est exposée à un climat océanique et est dans une zone de transition entre les régions climatiques « Finistère nord  » et « Bretagne orientale et méridionale, Pays nantais, Vendée ». Parallèlement l'observatoire de l'environnement en Bretagne publie en 2020 un zonage climatique de la région Bretagne, s'appuyant sur des données de Météo-France de 2009. La commune est, selon ce zonage, dans la zone « Intérieur », exposée à un climat médian, à dominante océanique.  
Pour la période 1971-2000, la température annuelle moyenne est de 11,1 °C, avec une amplitude thermique annuelle de 11,9 °C. Le cumul annuel moyen de précipitations est de 785 mm, avec 12,8 jours de précipitations en janvier et 6,8 jours en juillet. Pour la période 1991-2020, la température moyenne annuelle observée sur la station météorologique la plus proche, située sur la commune de Merdrignac à 13 km à vol d'oiseau, est de 11,7 °C et le cumul annuel moyen de précipitations est de 905,0 mm,. Pour l'avenir, les paramètres climatiques de la commune estimés pour 2050 selon différents scénarios d'émission de gaz à effet de serre sont consultables sur un site dédié publié par Météo-France en novembre 2022.

## Urbanisme

### Typologie
Au 1er janvier 2024, Rouillac est catégorisée commune rurale à habitat très dispersé, selon la nouvelle grille communale de densité à 7 niveaux définie par l'Insee en 2022.
Elle est située hors unité urbaine et hors attraction des villes,.

### Occupation des sols
L'occupation des sols de la commune, telle qu'elle ressort de la base de données européenne d’occupation biophysique des sols Corine Land Cover (CLC), est marquée par l'importance des territoires agricoles (82,2 % en 2018), en diminution par rapport à 1990 (83,5 %). La répartition détaillée en 2018 est la suivante : 
terres arables (49,5 %), zones agricoles hétérogènes (22,9 %), forêts (17,8 %), prairies (9,8 %). L'évolution de l’occupation des sols de la commune et de ses infrastructures peut être observée sur les différentes représentations cartographiques du territoire : la carte de Cassini (XVIIIe siècle), la carte d'état-major (1820-1866) et les cartes ou photos aériennes de l'IGN pour la période actuelle (1950 à aujourd'hui).

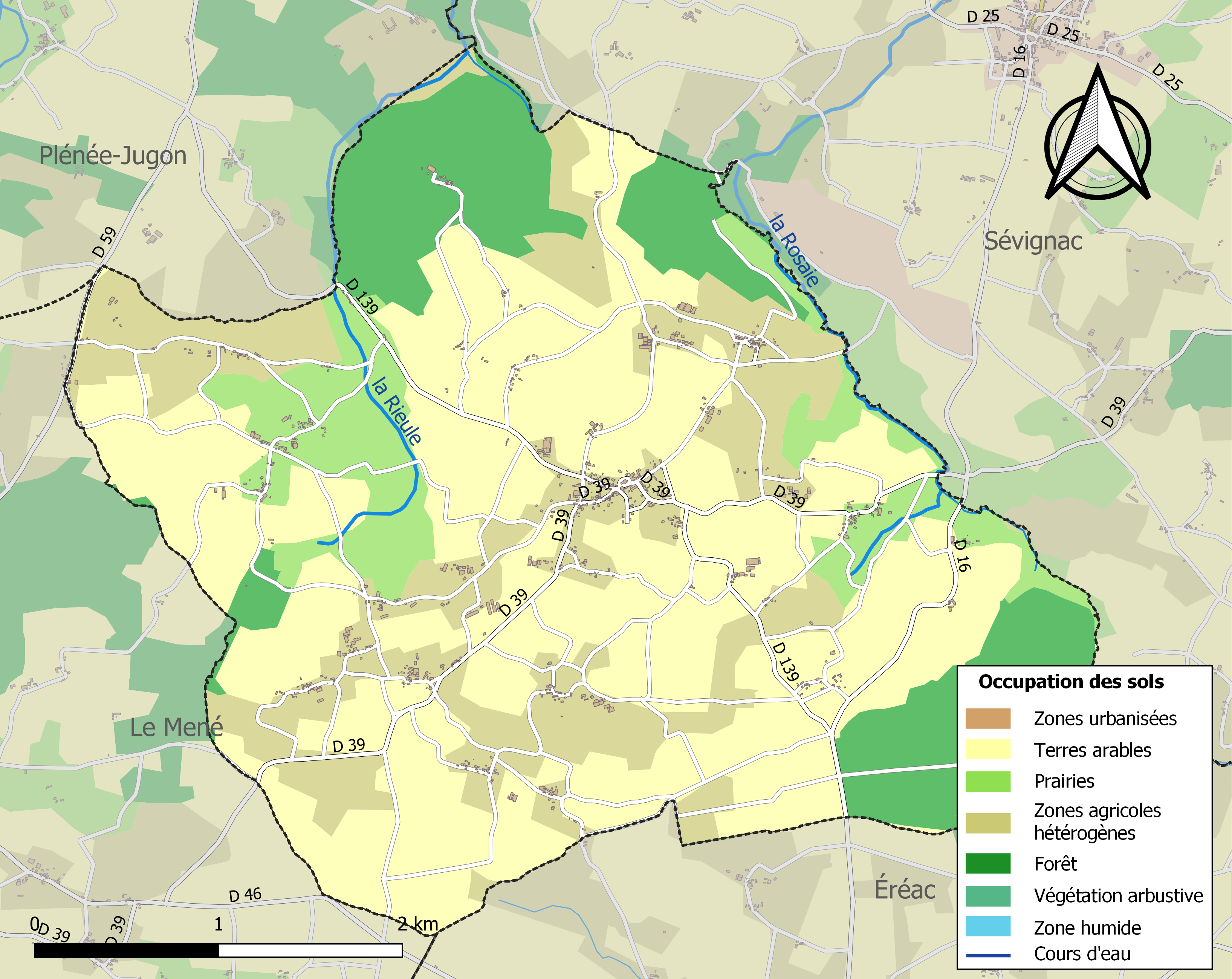
Carte des infrastructures et de l'occupation des sols de la commune en 2018 (CLC).

## Toponymie
Le nom de la localité est attesté sous la forme Rouillac dès 1472.

## Histoire

### L'Époque moderne
Rouillac, jusqu'en 1789, est une trève de la paroisse de Sévignac, avec un bourg et la chapelle Saint-Sébastien.
Par une ordonnance du 1er septembre 1789, l'évêque érige cette chapelle en église succursale, ce qui confère au territoire de Rouillac le statut de paroisse. Le 14 décembre 1789, l'Assemblée Constituante vote la loi créant les communes. Par voie de conséquence, la toute nouvelle paroisse de Rouillac se voit le droit d'accéder au statut de commune et d'élire sa première municipalité au début de l'année 1790.

### Le XXe siècle

#### Les guerres du XXe siècle
Le monument aux Morts porte les noms des 54 soldats morts pour la Patrie :
- 49 sont morts durant la Première Guerre mondiale.
- 5 sont morts durant la Seconde Guerre mondiale.

## Politique et administration
| Période                                  | Période                   | Identité          | Étiquette | Qualité |
| ---------------------------------------- | ------------------------- | ----------------- | --------- | --- |
| Les données manquantes sont à compléter. |                           |                   |           | |
| mai 1935                                 | novembre 1971 (démission) | Célestin Boutrais |           | |
| avril 1972                               | mars 2001                 | Michel Couëllan   |           | Cultivateur 3e vice-président de la CC du Pays de Du Guesclin (1994 → 2001) |
| mars 2001                                | En cours                  | Jean-Luc Couëllan | DVD       | Agriculteur Président de la CC du Pays de Du Guesclin (2014 → 2016) 3e vice-président de Lamballe Terre et Mer (2017 → 2020) 6e vice-président de Lamballe Terre et Mer (2020 → ) Réélu pour le mandat 2020-2026 |

Appartenant à la communauté de communes du Pays de Du Guesclin jusqu'au 31 décembre 2016, Rouillac est rattaché depuis le 1er janvier 2017 à la communauté de communes de Lamballe Terre et Mer.

## Démographie
L'évolution du nombre d'habitants est connue à travers les recensements de la population effectués dans la commune depuis 1793. Pour les communes de moins de 10 000 habitants, une enquête de recensement portant sur toute la population est réalisée tous les cinq ans, les populations de référence des années intermédiaires étant quant à elles estimées par interpolation ou extrapolation. Pour la commune, le premier recensement exhaustif entrant dans le cadre du nouveau dispositif a été réalisé en 2007.

En 2022, la commune comptait 402 habitants, en évolution de +1,52 % par rapport à 2016 (Côtes-d'Armor : +1,78 %, France hors Mayotte : +2,11 %).
| 1793 | 1800 | 1806 | 1821 | 1831 | 1836 | 1841 | 1846 | 1851 |
| ---- | ---- | ---- | ---- | ---- | ---- | ---- | ---- | ---- |
| 942  | 672  | 765  | 758  | 844  | 869  | 846  | 916  | 921  |

| 1856 | 1861 | 1866 | 1872 | 1876 | 1881 | 1886 | 1891  | 1896  |
| ---- | ---- | ---- | ---- | ---- | ---- | ---- | ----- | ----- |
| 855  | 932  | 952  | 963  | 969  | 978  | 997  | 1 008 | 1 048 |

| 1901  | 1906  | 1911  | 1921 | 1926 | 1931 | 1936 | 1946 | 1954 |
| ----- | ----- | ----- | ---- | ---- | ---- | ---- | ---- | ---- |
| 1 022 | 1 022 | 1 006 | 914  | 826  | 798  | 797  | 715  | 648  |

| 1962 | 1968 | 1975 | 1982 | 1990 | 1999 | 2006 | 2007 | 2012 |
| ---- | ---- | ---- | ---- | ---- | ---- | ---- | ---- | ---- |
| 607  | 579  | 518  | 479  | 424  | 366  | 356  | 355  | 380  |

| 2017 | 2022 | - | - | - | - | - | - | - |
| ---- | ---- | - | - | - | - | - | - | - |
| 395  | 402  | - | - | - | - | - | - | - |

## Lieux et monuments

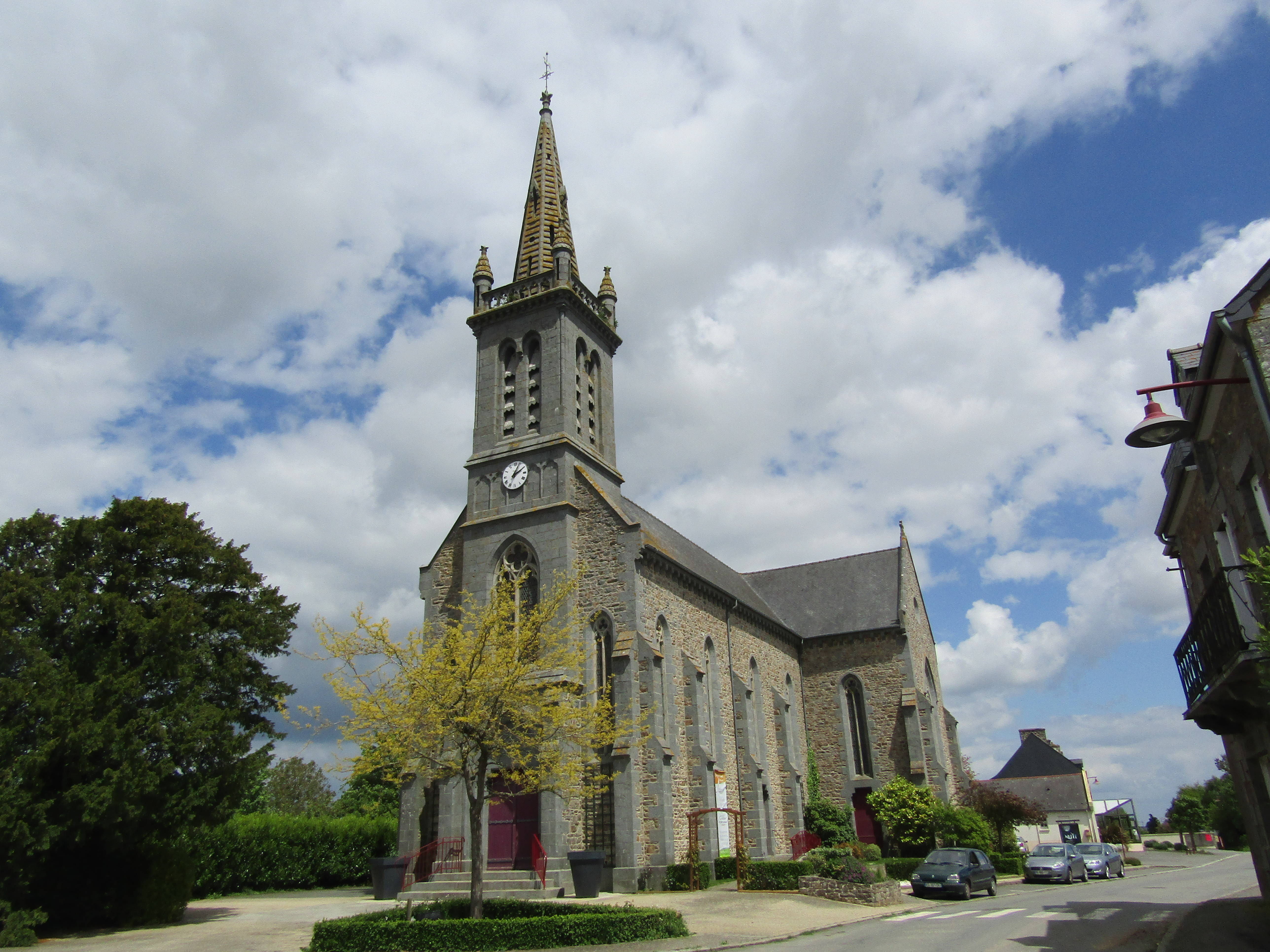
L'église Saint-Sébastien.

- Le manoir du Margaro, édifice du XVIe siècle[27].
- L'église Saint-Sébastien : elle a été construite de 1876 à 1879, en partie sur les bases de la chapelle primitive du XIIe siècle[28] (voir : Fonts baptismaux de Rouillac (Côtes-d'Armor)).

## Héraldique
| Blason de Rouillac | Blason  | D'azur aux trois pots à eau d'argent.            |
| Blason de Rouillac | Détails | Le statut officiel du blason reste à déterminer. |

## Événements
L’inter-association Aquafair (fédération des associations locales) se donne pour mission d'animer la commune tout au long de l'année avec, en point d'orgue, un feu d’artifice (l’un des plus beaux de la région !) et une animation sonore le dernier week-end de juillet chaque année.